# Franz von Koller
Franz Koller, avstrijski general, * 1767, † 1826.